# Juan Carlos Nigro

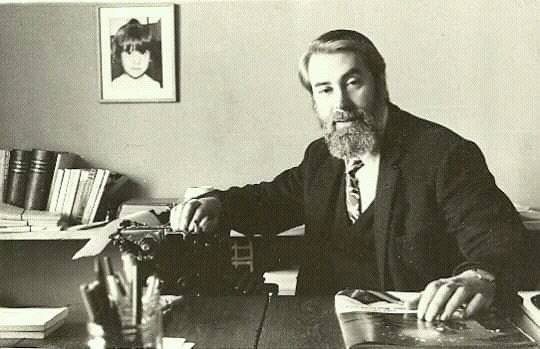
El escritor Juan Carlos Nigro en 1970.

Juan Carlos Nigro (5 de noviembre de 1929, Tandil – 15 de enero de 2007, Quilmes) fue un escritor y periodista argentino. Dirigió la editorial Tiempo de Hoy, dedicada sobre todo a editar poesía. Nigro también coordinó talleres de escritura.

## Obras
- Farsa de las Medias Galvanizadas (1968).
- La Lucha de los Maestros (1984).
- Liturgia de Mediodía (1987).
- Pasión de Manuela Campana y otros cuentos (1996).
- Sextavar (1977).

## Premios
- Premio de Teatro de la Municipalidad de Mar del Plata por Farsa de las Medias Galvanizadas.
- Premio Municipal de General Pueyrredón por Farsa de las Medias Galvanizadas.
- Faja de Honor de la SADE por Liturgia de Mediodía.
- Premio Arturo Mejía Nieto por Liturgia de Mediodía.